# Sorbus busambarensis
Sorbus busambarensis är en rosväxtart som beskrevs av G.Castellano, P.Marino, Raimondo och Spadaro. Sorbus busambarensis ingår i släktet oxlar, och familjen rosväxter. Inga underarter finns listade i Catalogue of Life.